# Мейе, Рубен Нсуе
Рубен Нсуе Мейе фр. Ruben Maye Nsue  — бывший министр юстиции и государственной безопасности Экваториальной Гвинеи.

## Биография
Рубен Нсуе Мейе родился в Экваториальной Гвинее. Приехал из своей страны в Советский Союз для того, чтобы получить высшее образование.
Рубен Нсуе Мейе стал выпускником Российского университета дружбы народов имени Патриса Лумумбы в 1989 году.
Он стал одним из иностранных выпускников, которые приняли участие во Всемирном форуме выпускников российских (советских) вузов. Всемирный форум проходил в Москве 14 мая 2003 года. Местом проведения был выбран Колонный зал Дома союзов и входил в состав Президиума форума. Также Рубен Нсуе Мейе был одним из тех делегатов, которые выступали с речью во время проведения первого всемирного форума выпускников. Он отметил, что во время обучения в Российском университете дружбы народов студенты получали не только профессиональные знания, но и опыт, который им пригодился в жизни.
Рубен Нсуе Мейе на очень хорошем уровне знает русский язык и часто использует его во время выступлений, также знает три официальных языка Организации объединенных наций.
Занимал должность министра юстиции и госбезопасности Экваториальной Гвинеи.